# Balázs Sándorné Veredy Katalin
Balázs Sándorné Veredy Katalin (Budapest, 1934. szeptember 6. – 2013. november 13.) könyvtáros, az Országgyűlési Könyvtár nyugalmazott főigazgatója.

## Életpályája
Szülei mindketten könyvtárosok voltak. Apja, Veredy Gyula 1938–1942 között a Magyar Könyvtárosok és Levéltárosok Egyesületének a főtitkára volt.
Címleíróként kezdte könyvtárosi tevékenységét, később tudományos munkatárs lett. 1955-től 1958-ig az Országos Műszaki Könyvtárban, 1958-tól kezdve az Országgyűlési Könyvtárban dolgozott. 1960-ban létrehozta az Országgyűlési Könyvtár ENSZ letéti gyűjteményét. 1969-ig a gyűjtemény kezelője volt.
Érdeklődése az 1960-as években a jogtudomány felé irányult, miután Nagy Lajos megismertette vele a jogi bibliográfia készítését. 1973-ban jogi diplomát szerzett.
1975-től az Országgyűlési Könyvtár főigazgató-helyettese, 1983-tól nyugdíjazásáig, 1989-ig a könyvtár főigazgatója. Könyvtári tevékenységét jogász-könyvtárosként nyugdíjba vonulása után is tovább folytatta és Orosz Ágnessel közösen szerkesztette a magyar jogi irodalom válogatott bibliográfiáját 2008-ig (ennek előzménye volt a két szerkesztő által rendszeresen készített A magyar állam- és jogtudományi irodalom bibliográfiája 1980-tól 1990-ig). 
Több évig az IFLA parlamenti könyvtárak szekciójának vezetőségi tagja, 1986-tól hat évig a Jogi Könyvtárak Nemzetközi Szövetségének igazgatótanácsi tagja. 1992-től 1995-ig az IALL elnöki tisztét töltötte be.
50 évet dolgozott az Országgyűlési Könyvtárban, kiváló szakmai életútja elismeréseként dr. Szili Katalin házelnök a Magyar Országgyűlés Ezüst érmével jutalmazta meg 2008-ban.

## Díjai, elismerései
- Szabó Ervin-emlékérem (1982)
- Magyar Könyvtárosok Egyesülete emlékérme (1985)
- Munka Érdemrend arany fokozata (1989)
- A Magyar Országgyűlés elnöke által alapított Ghyczy-díj (2002)
- A Magyar Országgyűlés ezüst érme (2008)
- Széchényi Ferenc-díj (2009)
- Füzéki István-emlékérem (2013)[5]

## Művei
- Az Országgyűlési Könyvtár a jogászi munka segítője [Takács József, Veredy Katalin]; Budapest : Országgyűlési Könyvtár, 1963
- A külföldi jogi információszolgáltatás forrásai és eszközei / [összeállította Nagy Lajos és Balázsné Veredy Katalin]. – [Budapest] : Országgyűlési Könyvtár, 1979
- A könyvtári szolgálat jogi szabályozása. [összeáll.: Balázsné Veredy Katalin és Takács József] – Budapest : Felsőoktatási Jegyzetellátó : NPI, 1958–1980. – 4 db (Országos Könyvtárügyi és Dokumentációs Tanács kiadványai)
- Közjogi bibliográfia : válogatás az 1970–1990. évi magyar nyelvű szakirodalomból
- A magyar jogi irodalom válogatott bibliográfiája. (Összeáll. Balázsné Veredy Katalin, Orosz Ágnes). Budapest, Országgyűlési Könyvtár, 1991–2008
- Parliaments and parliamentary libraries in Czecho-Slovakia, Hungary and Poland / Kathalin Balazs-Veredy, Andrzej Gwizdz, Karel Sosna. – Helsinki : International Federation of Library Associations, 1991
- Az Országgyűlési Könyvtár története 1870–1995 (Veredy Katalin néven; Jónás Károllyal; Budapest, 1995, ISBN 963-03-3968-4)